# Mihail Lăcătușu
Mihail Lăcătușu (n. 1893 – d. 1959) a fost un general român care a luptat cel de-al Doilea Război Mondial.
A absolvit Școala de Ofițeri de Artilerie în 1912.
A fost înaintat în 1 aprilie 1937 la gradul de colonel și în 24 ianuarie 1942 la gradul de general de brigadă.
A fost înaintat la gradul de general de divizie la 1 aprilie 1945 și la gradul de general de corp de armată la 16 aprilie 1947, cu vechimea de la 23 august 1946.
Generalul de corp de armată Mihail Lăcătușu a fost trecut în cadrul disponibil la 9 august 1946, în baza legii nr. 433 din 1946, și apoi, din oficiu, în poziția de rezervă la 9 august 1947. Batalionul de artilerie 206 este denumit Batalionul General Mihail Lăcătușu.

## Decorații
- Ordinul „Steaua României” în gradul de ofițer (8 iunie 1940)[6]
- Ordinul „Coroana României” cu spade în gradul de Mare Ofițer cu panglica de „Virtute Militară” (12 mai 1945)[7]

## Legături externe
- en  Generals.dk